# Мусульманин

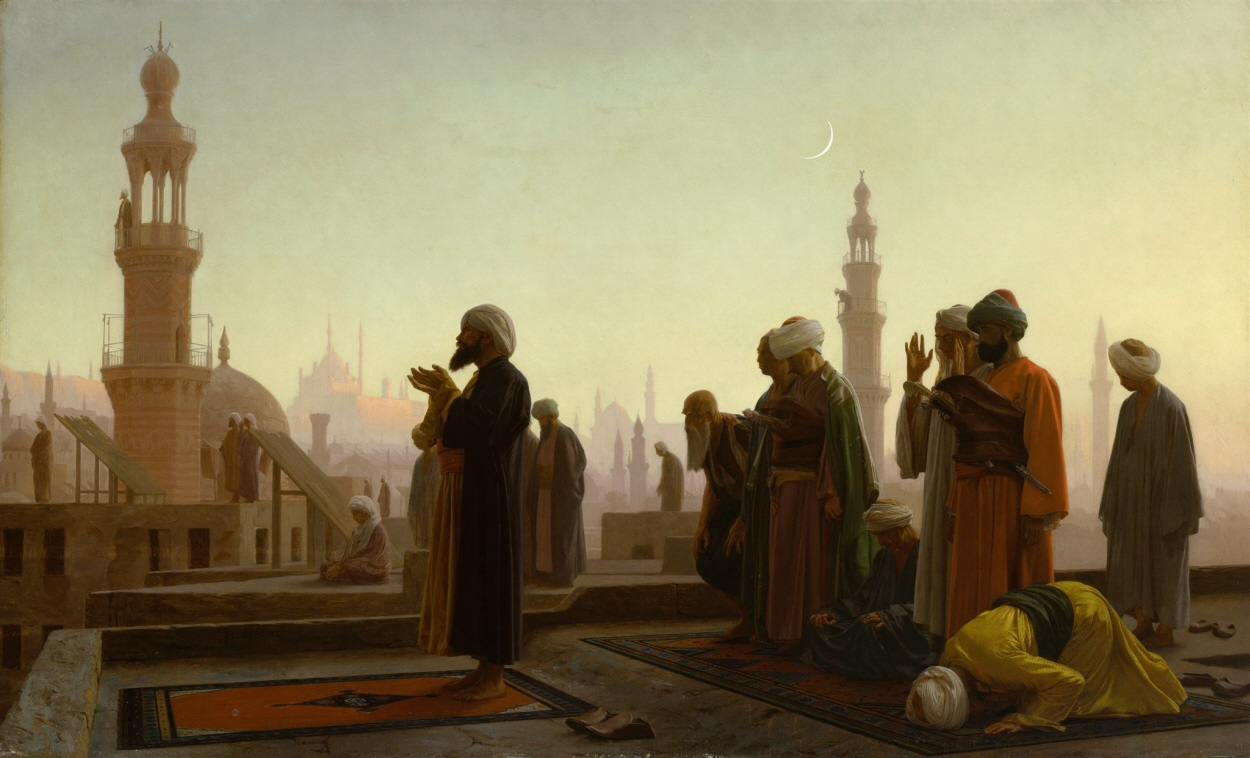
Мусульмане молятся в 1865 году в Каире, Жан-Леон Жером

Мусульма́нин (м. р. араб. مسلم‎, муслим, ж. р. مسلمة‎, муслима(т), от áslama — «покорённый, подданный») — последователь ислама. 
Священное писание мусульман — Коран. Согласно исламу, Коран — это слово Божье, переданное через ангела Джибрила исламскому пророку Мухаммаду. Мусульмане следуют Корану, а также учению и практике Мухаммада, записанным в традиционных сборниках хадисов (сунна).
Мусульмане верят, что Аллах — вечен и жив, трансцендентен и не имеет сотоварищей (см. таухид). Они также считают, что Аллах бесподобен, самодостаточен, не рождает и не был рождён (Аль-Ихляс). Мусульмане верят, что ислам  является завершающей стадией авраамических религий, передававшихся через таких пророков как Нух, Ибрахим, Муса, Иса. Согласно исламу, все предыдущие Писания и Откровения были частично изменены (тахриф) и Коран является окончательным и неизменным откровением от Бога. Мусульмане признают Мухаммада последним пророком, после которого не может быть других пророков («Печать пророков»).

## Этимология
Арабское слово муслим (мус) (мусульманин) (араб. مُسْلِم‎)  означает — «тот, который покоряется Богу (Аллаху)» или «тот, который предаётся Богу (Аллаху)», по аналогии со словом Ислам (араб. اِسْلاَمْ‎) — «примирение», «принятие».

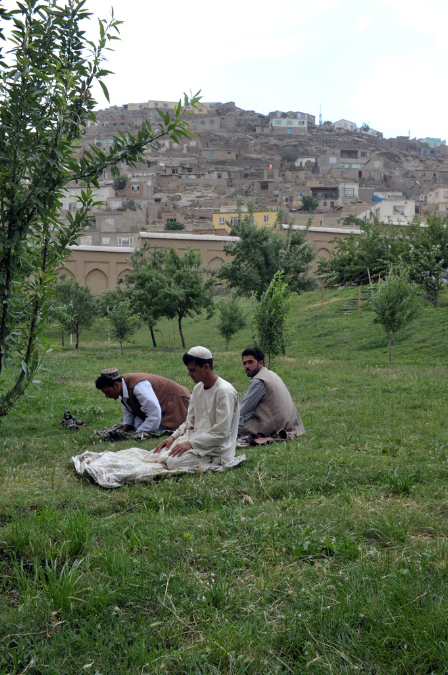
Афганские мусульмане молятся в Баги Бабуре, Кабул

## Обязанности мусульман
Человек будет считаться мусульманином, если он произнесёт формулу единобожия (шахаду): «Я свидетельствую, что нет Бога, кроме Аллаха, и также я свидетельствую, что Мухаммад является Посланником Аллаха». Религиозная практика мусульман состоит из пяти столпов. Помимо шахады, столпами ислама являются: ежедневные пятикратные молитвы (намазы), пост во время рамадана (ураза), милостыня (закят) и паломничество в Мекку (хадж).
Помимо столпов ислама, также существует шесть столпов имана (веры), непризнание хотя бы одной из которых делает веру мусульманина недействительной. К ним относится:
- Вера в Господа Бога (Аллаха);
- Вера в ангелов (малаика);
- Вера в Священные Писания;
- Вера в пророков (наби) и посланников (расуль);
- Вера в Судный день (киямат);
- Вера в предопределение судьбы (кадар), в то, что всё хорошее и плохое происходит по воле Господа Бога (Аллаха)[10].

## Мусульмане до начала пророческой миссии Мухаммада
Коранические пророки и посланники, а также их последователи называются мусульманами. Так, в 52 аяте суры Аль Имран апостолы пророка Исы (Иисуса) говорят ему: «Мы — помощники Аллаха. Мы уверовали в Аллаха. Будь же свидетелем того, что мы являемся мусульманами!». До ниспослания Корана мусульмане обязаны были следовать Таурату (Торе), Забуру (Псалтири) и Инджилю (Евангелию), ниспосланным пророку Мусе, Давуду и Исе (Иисус) соответственно.

## Распространение

Мусульманское население мира в процентах (из Исследовательского центра Пью)

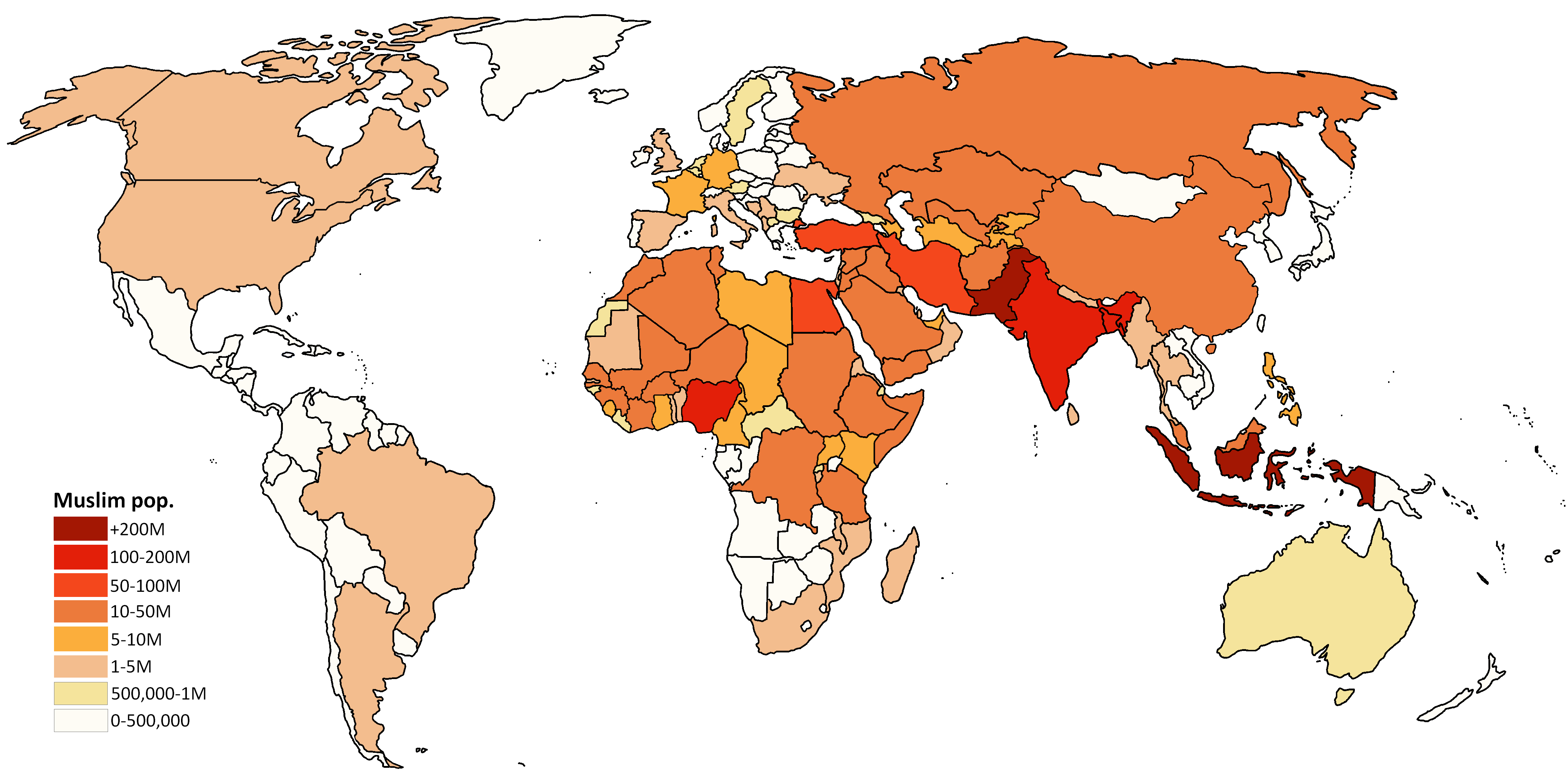
Карта мусульманского населения по абсолютному числу, (Исследовательский центр Пью, 2009)

Число мусульман во всём мире оценивается примерно в 1,9 млрд чел. Ислам является второй по величине и, по данным некоторых СМИ, самой быстрорастущей религией в мире.
90 % всех мусульман считают себя суннитами. Вторым по численности исламским течением являются шииты (10 %).
Самая большая по численности мусульман страна — Индонезия, в которой проживает 12,7 % от всех мусульман в мире, далее идут Пакистан (11,0 %), Индия (10,9 %), Бангладеш (9,2 %) и Нигерия (5,3 %). Мусульмане также составляют значительное меньшинство в таких странах как Индия, Китай, Россия, Северная Македония, Эфиопия и так далее.

### Мусульманские народы России
По данным переписи населения 2002 г., численность традиционно мусульманских народов в России составила около 15 млн чел. В настоящее время на территории Российской Федерации проживает около 40 народов, исповедующих ислам: абазины, аварцы, агулы, адыги, азербайджанцы, балкарцы, башкиры, даргинцы, ингуши, казахи, карачаевцы, киргизы, курды, кумыки, лакцы, лезгины, ногайцы, рутульцы, табасараны, таджики, татары, турки-месхетинцы, туркмены, узбеки, цахуры, чеченцы, крымские татары и другие. Мусульманами является также некоторая часть русского населения.